# ハンス・オルデ
ハンス・オルデ（Johannes Wilhelm (Hans) Olde、1855年4月27日 - 1917年10月25日）はドイツの画家である。ヴァイマルの ザクセン大公国立美術学校（後のバウハウス）の校長などを務めた。

## 略歴
シュレースヴィヒ＝ホルシュタイン州のSüderauの農家の一人息子として生まれた。農家を継ぐことを父親から期待されたが、1879年になって、ミュンヘン美術院に入学し、ルートヴィヒ・フォン・レフツに学んだ。1883年に友人となった彫刻家のブリュット(Adolf Brütt)とイタリアに旅し、3年間滞在した。パリの展覧会に出展して、「印象派」の画家たちの作品を知って、パリの私立美術学校、アカデミー・ジュリアンで学び、印象派のスタイルや点描技法の作品も描くようになった。
ドイツに戻った後、1892年に結成された「ミュンヘン分離派」の設立メンバーの一人となった。1894年には故郷のシュレースヴィヒ＝ホルシュタイン州の美術団体、 Schleswig-Holsteinischen Kunstgenossenschaftを設立した。その後、数年間はデンマークなどを旅して作品を製作した。1898年には「ベルリン分離派」の結成にも参加した。
1902年にヴァイマルのザクセン大公国立美術学校(Großherzoglich-Sächsische Kunstschule Weimar)の校長に就任し、教育方法を改革し、女子学生の入学も許可した。1905年に友人のブリュットがヴァイマール彫刻学校の校長になると２つの美術学校を統合して、Großherzoglich Sächsische Hochschule für bildende Kunst in Weimar とした。
1911年からはカッセルの美術学校(Kunsthochschule Kassel) の校長も務めた。

## 作品

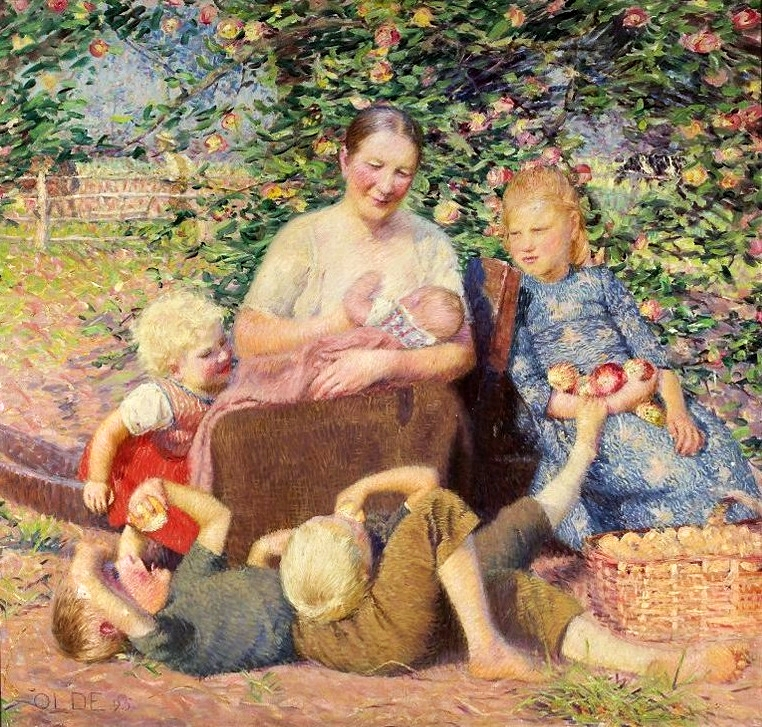
夫人と子供 (1895)
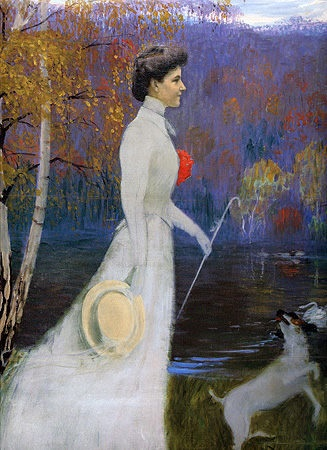
カロリーネ・ロイス・ツー・グライツ (1903)
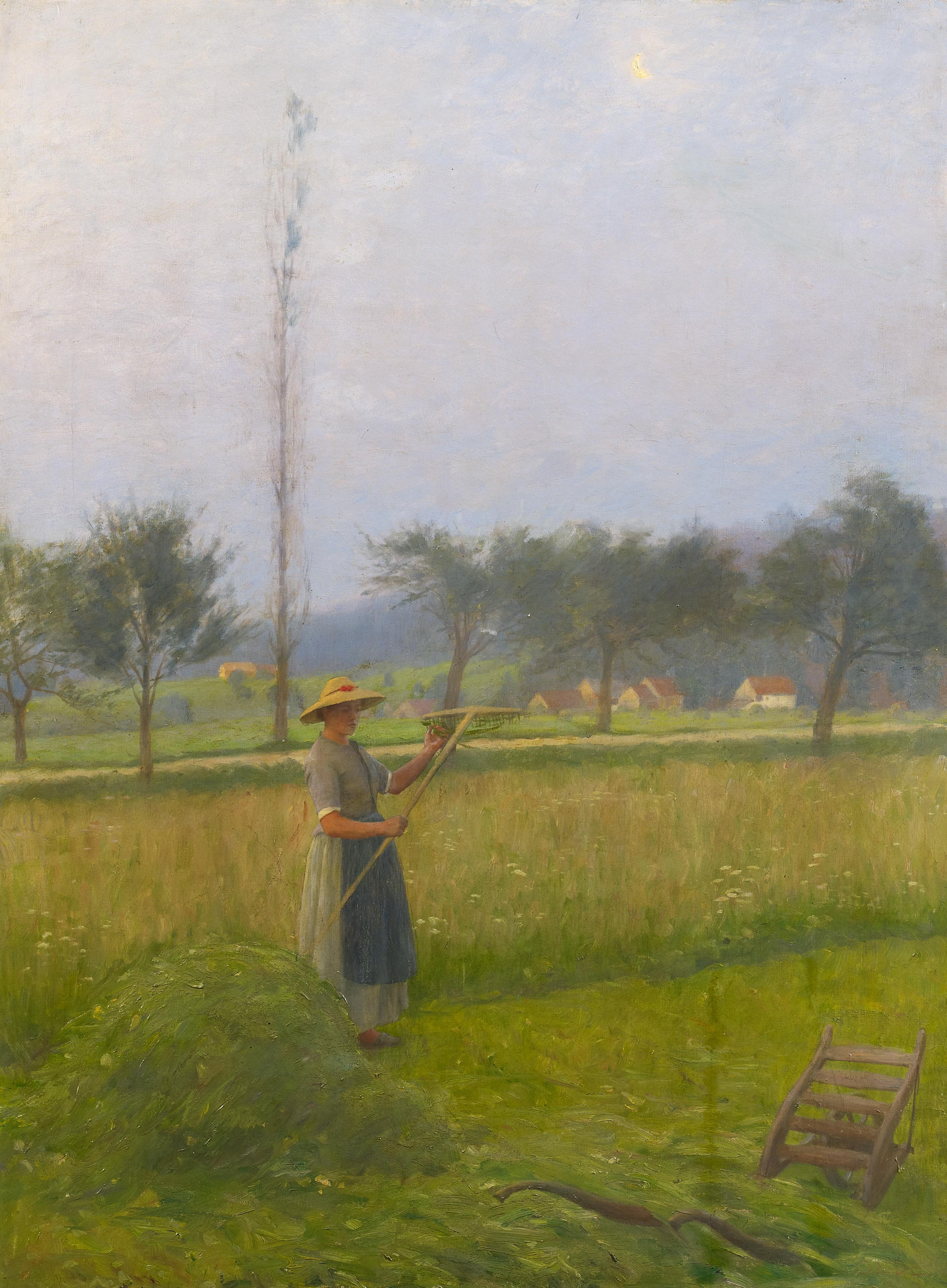
牧草の収穫  (1883)
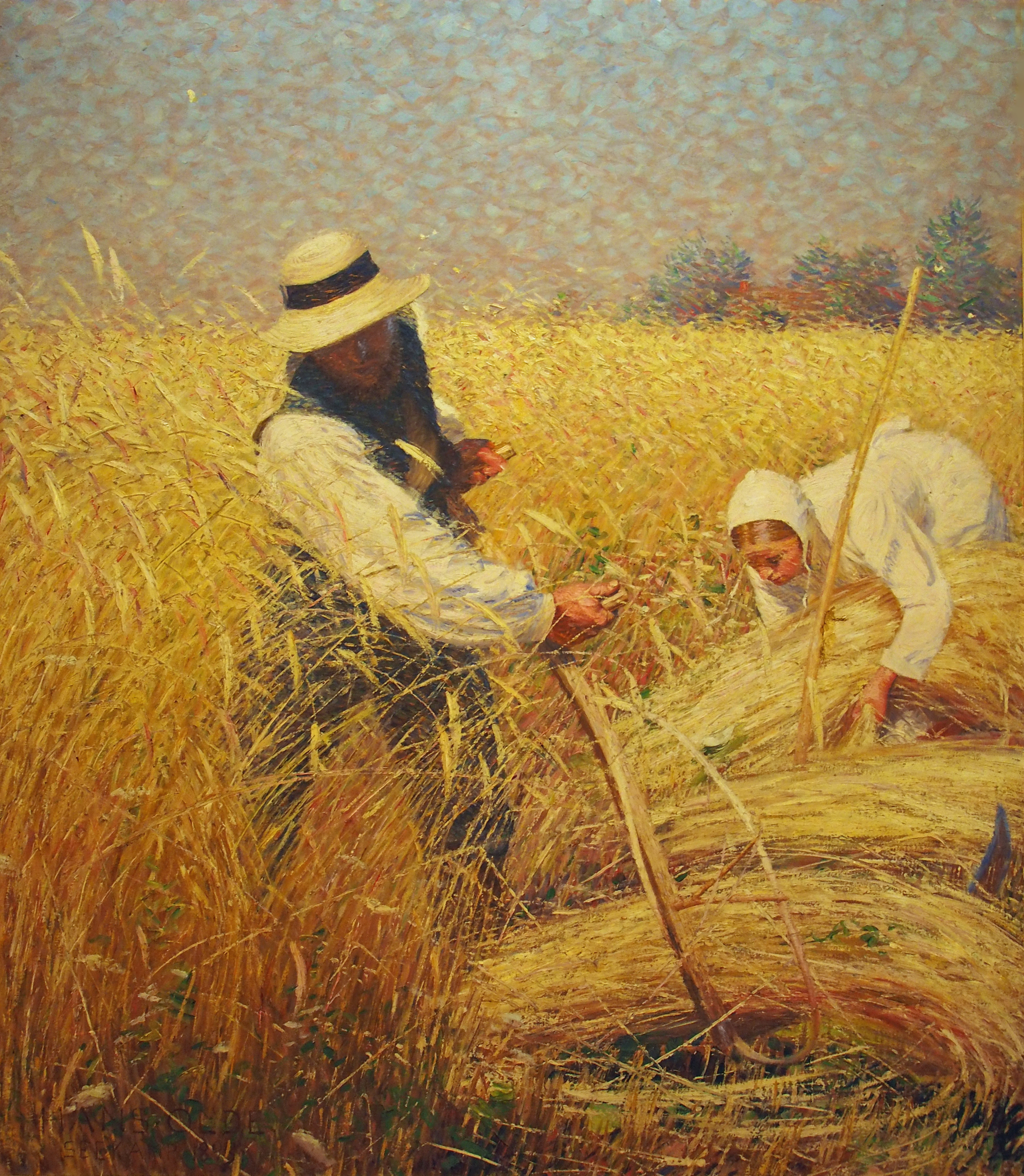
収穫する農民

## 関連文献
- Gabriele Bremer, Heinz Spielmann: Hans Olde und die Freilichtmalerei in Norddeutschland. Bestandskatalog des Schleswig-Holsteinischen Landesmuseums Kloster Cismar. Schleswig 1991.
- Hildegard Gantner-Schlee: Hans Olde : 1855–1917. Leben und Werk. Dissertation, Tübingen 1970.